# Eriospermaceae
Classification APG (1998)
Classification APG II (2003)
Classification APG III (2009)
Famille
La famille des Eriospermaceae est une famille de plantes monocotylédones qui comprend environ 80 espèces appartenant au genre Eriospermum (en).
Ce sont des plantes herbacées, pérennes, tubéreuses. Certaines espèces présentent une rosette d'écailles d'où émergent 2 ou 3 feuilles allongées. C'est une famille des zones arides répandue en Afrique principalement dans sa partie australe.

## Étymologie
Le nom vient du genre Eriospermum, issu du grec εριον / erion, laine, et σπερμα / sperma, graine, en référence aux graines ériospermes, c'est-à-dire velues de la plante.

## Classification
Cette famille existe dans très peu de classifications.
Elle n'existe pas en classification classique de Cronquist (1981), qui assigne ces plantes aux Liliaceae, ni en classification phylogénétique APG II (2003) qui assigne ces plantes aux Ruscaceae ou Asparagaceae, ni en classification phylogénétique APG II (2003) qui assigne ces plantes aux Asparagaceae.